# Precis pelargoides
Precis pelargoides är en fjärilsart som beskrevs av Aurivillius 1891. Precis pelargoides ingår i släktet Precis och familjen praktfjärilar. Inga underarter finns listade i Catalogue of Life.